# Mulloidichthys martinicus
Mulloidichthys martinicus – gatunek ryby z rodziny barwenowatych (Mullidae).

## Występowanie
Tropikalne wody Atlantyku. Ryby są znajdywane w tropikalnych wodach wokoło Stanów Zjednoczonych, w Zatoce Meksykańskiej, Morzu Karaibskim i wokół Republiki Zielonego Przylądka. Nie są jadalne dla ludzi.

## Charakterystyka
Ubarwienie od białego do blado różowego. Przez ciało ryby (od oka po początek płetwy ogonowej) przebiega żółty pas. Dorastają do 39 cm. długości. Poszukują pożywienia za pomocą chemoreceptorów umieszczonych na tzw. wąsach. W dzień zwykle  przebywają w ławicach, w nocy samotnie.